# Chotyně
Chotyně (deutsch Ketten, früher auch Bad Ketten) ist eine Gemeinde in Tschechien. Sie liegt zwei Kilometer südöstlich von Hrádek nad Nisou an der Lausitzer Neiße.

## Geographie
Der in 260 m ü. M. am östlichen Rand des Lausitzer Gebirges gelegene Ort erstreckt sich beiderseits der Neiße und im Tal ihres Zuflusses Václavický potok (Grafensteiner Bach). Nachbarorte sind Dolní Sedlo im Westen, Donín und Hrádek nad Nisou im Nordwesten, Grabštejn im Norden sowie Dolní Suchá im Süden. Durch Chotyně führt die Bahnstrecke Zittau–Liberec.

## Geschichte
Die erste urkundliche Erwähnung des zur Herrschaft Grafenstein gehörigen Dorfes Koetynu stammt aus dem Jahre 1409. Während des Mittelalters erfolgte der Abbau von Eisenerz, der dann zum Erliegen kam. Seit 1713 wurde der Ort als Ketten bezeichnet. Ab 1786 lebte der Bergbau wieder auf, jedoch wurden keine Erze mehr, sondern ein kleineres Lignitvorkommen abgebaut.
Nach der Aufhebung der Patrimonialherrschaften bildete Ketten eine eigenständige Gemeinde im Gerichtsbezirk Kratzau bzw. Bezirk Reichenberg. 1842 wurde die Kaiserstraße von Zittau nach Reichenberg errichtet und zwischen 1857 und 1859 entstand die Eisenbahn zwischen beiden Städten. Über das Gebirge führte eine alte Passstraße zur Freudenhöhe (Jitravské sedlo), die im 20. Jahrhundert zur Landstraße nach Jítrava ausgebaut wurde, aber mit dem Neubau der Verbindung von Bílý Kostel nad Nisou jegliche Bedeutung verlor. Auf der Freudenhöhe entstand die Ansiedlung Freudenhöh (Na Rozkoši). Nach Gründung der Tschechoslowakei entstand 1919 der tschechische Ortsname Chotyň, der 1923 in Chotyně geändert wurde.
Die eisenhaltigen Quellen wurde im 20. Jahrhundert für den Kurbetrieb genutzt. Es entstand das Bad Wartburg, das im Zweiten Weltkrieg einging.

## Sehenswürdigkeiten
- Burg Grabštejn

## Gemeindegliederung
Die Gemeinde Chotyně besteht aus den Ortsteilen Chotyně (Ketten) und Grabštejn (Grafenstein), die zugleich auch Katastralbezirke bilden.

## Söhne und Töchter
- Gerhard Arlt (1910–1992), deutscher Maler, Grafiker und Heimatkundler
- Fritz Johne (1911–1989), Interbrigadist, Generalmajor der NVA, Diplomat der DDR